# 下郡平治
下郡 平治（しもごおり へいじ、1906年〈明治39年〉3月31日 - 1993年〈平成5年〉）は、日本の政治家。元大分県鶴崎市（現・大分市）長（2期）。

## 経歴
大分県大分郡明治村（のち鶴崎市、現・大分市）出身。大分県立三重農学校（現・大分県立三重農業高等学校）を経て、大分県立実業補習学校教員養成所（現・大分大学教育学部）卒。卒業後は県内の各青年学校の教員となる。1943年（昭和18年）10月に大分県視学となった。1946年（昭和21年）3月に戸次専修女学校長となった。
戦後の1947年（昭和22年）、明治村村長に当選。1953年（昭和28年）まで務めた。翌1954年（昭和29年）、明治村は鶴崎町などと合併し、鶴崎市が発足した。同年7月に鶴崎市酪農連合会長、11月に昭和井路土地改良区庶務理事にそれぞれ就任した。1955年（昭和30年）から大分県議会議員を1期務める。1958年（昭和33年）4月17日に県議を辞職した。同年、鶴崎市長に当選。当選後は大分市との合併に取り組み、工場誘致や新産業都市の建設などに力を入れた。1963年（昭和38年）鶴崎市は大分市と対等合併し、合併により市長の職から身を引いた。1965年（昭和40年）、大分市議会議員に当選。1993年（平成5年）死去。